# Terrible Teddy, the Grizzly King
Terrible Teddy, the Grizzly King est un film muet américain réalisé par Edwin S. Porter et sorti en 1901.

## Synopsis
Theodore Roosevelt part en chasse, suivi d'un photographe et de son attachée de presse, ces deux derniers pour immortaliser ses exploits cynégétiques.

## Fiche technique
- Titre : Terrible Teddy, the Grizzly King
- Réalisation : Edwin S. Porter
- Chef opérateur : Edwin S. Porter
- Production : Edison Manufacturing Company
- Genre : Comédie
- Durée : 1 minute
- Date de sortie :
  - États-Unis : 23 février 1901